# Rathaus Spandau
Rathaus Spandau er rådhuset i den vestlige bydel Spandau i Berlin, Tyskland.
Rådhuset blev tegnet af Heinrich Reinhardt og Georg Süßenguth og blev indviet i 1913. Det er beliggende på grænsen til den gamle bydel, Altstadt Spandau. Under 2. verdenskrig ødelagdes bygningen, og den blev genopført i 1950'erne i forenklet form.
Rådhuset rummer i dag bydelsadministrationen i Spandau.
I nærheden af rådhuset ligger Bahnhof Berlin-Spandau, hvorfra der både er forbindelse med S-Bahn og U-Bahn.